# Lillian Roxon
Lillian Roxon (8 de febrero de 1932 – 10 de agosto de 1973) fue una notable periodista y escritora de nacionalidad australiana nacida en Alassio, Italia, reconocida por su obra Lillian Roxon's Rock Encyclopedia (1969).

## Carrera
Nacida como Lillian Ropschitz en Alessio, Italia, se trasladó con su familia a Australia en 1937 para escapar del fascismo que empezaba a imperar en el país. Allí estudió en la Universidad de Queensland y en la Universidad de Sídney, comenzando a realizar publicaciones en un tabloide llamado Weekend poco tiempo después. En 1959 se mudó definitivamente a Nueva York para desempeñar su carrera en el periodismo.
Sus artículos sobre la floreciente escena del rock en la actualidad se acreditan como las piedras angulares de la escritura relacionada con el rock, y desde entonces ha sido descrita por otros críticos como "la madre del rock". Ella era amistosa con muchas de las principales estrellas de la música, pero rara vez se involucró personalmente. Aunque parecía lo suficientemente joven como para mezclarse fácilmente con la multitud del rock, tenía por lo menos diez años más que la mayoría de los músicos sobre los que escribió.
Durante 1968 y 1969 se le encargó escribir lo que se convirtió en la primera enciclopedia de rock del mundo, publicada por Grosset & Dunlap a fines de 1969 y el trabajo por el cual es más recordada. La obra tuvo que escribirse al mismo tiempo que sus deberes regulares como corresponsal del Herald y otros compromisos de prensa. La Enciclopedia del Rock de Lillian Roxon fue reeditada en 1978, actualizada por Ed Naha. Lillian falleció el 10 de agosto de 1973 a los 41 años luego de sufrir un severo ataque de asma en su residencia en Nueva York. Su sobrina, Nicola Roxon, es una reconocida política australiana.